# قاضيآباد (مقاطعة دورود)
قاضيآباد (بالفارسية: قاضی‌آباد) هي قرية تقع في قسم سيلاخور الريفي (مقاطعة دورود) في إيران. يقدر عدد سكانها بـ 37 نسمة .